# Gymnodoris citrina
Gymnodoris citrina is een slakkensoort uit de familie van de Polyceridae. De wetenschappelijke naam van de soort is voor het eerst geldig gepubliceerd in 1877 door Bergh.